# Die Mensch-Maschine
| Críticas profissionais | Críticas profissionais |
| Avaliações da crítica  | Avaliações da crítica  |
| Fonte                  | Avaliação              |
| ---------------------- | ---------------------- |
| All Music Guide        | [ 1 ]                  |

Die Mensch-Maschine (título em inglês: The Man-Machine) é o sétimo álbum de estúdio da banda alemã Kraftwerk, lançado em 1978. Traz a canção "Das Model (The Model)", que chegou ao 1º lugar no Reino Unido em 1982. Além, foram lançado os singles "Die Roboter (The Robots)" e "Neonlicht (Neon Lights)", que obtiveram sucesso em vários países.
Apesar de inicialmente não ter se saído bem na UK Albums Chart, chegou à posição número nove em fevereiro de 1982, tornando-se o segundo álbum do grupo mais bem colocado nesta tabela, após Autobahn (1974).

## Faixas
Edição em alemão
| Lado A |               |             |                                             |         |  |
| N.º    | Título        | Letras      | Música                                      | Duração |  |
| 1.     | "Die Roboter" | Ralf Hütter | Ralf Hütter, Florian Schneider, Karl Bartos | 6:11    |  |
| 2.     | "Spacelab"    | Ralf Hütter | Ralf Hütter, Karl Bartos                    | 5:51    |  |
| 3.     | "Metropolis"  | Ralf Hütter | Ralf Hütter, Florian Schneider, Karl Bartos | 5:59    |  |

| Lado B         |                       |                          |                                             |         |  |
| N.º            | Título                | Letras                   | Música                                      | Duração |  |
| 4.             | "Das Model"           | Ralf Hütter, Emil Schult | Ralf Hütter, Karl Bartos                    | 3:38    |  |
| 5.             | "Neonlicht"           | Ralf Hütter              | Ralf Hütter, Florian Schneider, Karl Bartos | 9:03    |  |
| 6.             | "Die Mensch-Maschine" | Ralf Hütter              | Ralf Hütter, Karl Bartos                    | 5:28    |  |
| Duração total: | Duração total:        | Duração total:           | Duração total:                              | 36:18   |  |

Edição em inglês
| Lado A |              |             |                                             |         |  |
| N.º    | Título       | Letras      | Música                                      | Duração |  |
| 1.     | "The Robots" | Ralf Hütter | Ralf Hütter, Florian Schneider, Karl Bartos | 6:11    |  |
| 2.     | "Spacelab"   | Ralf Hütter | Ralf Hütter, Karl Bartos                    | 5:51    |  |
| 3.     | "Metropolis" | Ralf Hütter | Ralf Hütter, Florian Schneider, Karl Bartos | 5:59    |  |

| Lado B         |                   |                          |                                             |         |  |
| N.º            | Título            | Letras                   | Música                                      | Duração |  |
| 4.             | "The Model"       | Ralf Hütter, Emil Schult | Ralf Hütter, Karl Bartos                    | 3:38    |  |
| 5.             | "Neon Lights"     | Ralf Hütter              | Ralf Hütter, Florian Schneider, Karl Bartos | 9:03    |  |
| 6.             | "The Man-Machine" | Ralf Hütter              | Ralf Hütter, Karl Bartos                    | 5:28    |  |
| Duração total: | Duração total:    | Duração total:           | Duração total:                              | 36:18   |  |